# تشارلز كارسنر ميلز
تشارلز كارسنر ميلز، دكتور في الطب (4 ديسمبر 1845 - 28 مايو 1931) كان طبيبًا أمريكيًا ورائدًا في علم الأعصاب. أسس أول قسم لأمراض الأعصاب في مستشفى عام في الولايات المتحدة في مستشفى فيلادلفيا العام عام 1877 وعمل رئيسًا لقسم الأعصاب في مستشفى جامعة بنسلفانيا. كان أستاذًا لعلم الأعصاب في جامعة بنسلفانيا من عام 1877 إلى عام 1915. وأسس مستشفى فيلادلفيا العام وقام بالتدريس هناك كأستاذ لأمراض العقل والجهاز العصبي من عام 1883 حتى عام 1898. وقاد إصلاحات كبيرة لمستشفيات الطب النفسي في منطقة فيلادلفيا. بما في ذلك إغلاق مأوى بلوكلي وبناء مستشفى فيلادلفيا العام ومستشفى بايبيري للأمراض العقلية. نشر أكثر من 300 بحث علمي حول موضوعات علم الأعصاب بما في ذلك التوضع الدماغي والعلاجات الكهربائية والحبسة وتأثيرات الأورام في الجهاز العصبي المركزي. في عام 1900، وصف لأول مرة حالة الشلل الصاعد، وهي حالة عصبية حركية نادرة أصبحت تعرف باسم متلازمة ميلز.

## النشأة والتعليم
ولد ميلز في 4 ديسمبر 1845 في فيلادلفيا، بنسلفانيا، لوالديه جيمس ولافينيا آن (فيتزجيرالد) ميلز. التحق بالمدرسة الثانوية المركزية لكنه ترك المدرسة مبكرًا ليخدم كجندي في الفوج الثامن لميليشيا بنسلفانيا في عامي 1862 و1863 خلال الحرب الأهلية الأمريكية. كلف لاحقًا بمهام العريف الأول في الفوج 33 وقاتل ضد جيش فرجينيا الشمالية أثناء انسحابهم من معركة جيتيسبيرغ. عاد إلى المدرسة الثانوية المركزية وتخرج منها عام 1864.
عمل مدرسًا لعدة سنوات وتخرج من كلية الطب بجامعة بنسلفانيا عام 1869. كما حصل على درجة الدكتوراه في عام 1871. في عام 1916، منحته جامعة بنسلفانيا درجة LLD الفخرية عندما أصبح أستاذًا فخريًا في علم الأعصاب.

## الحياة المهنية
عمل ميلز كطبيب عام لعدة سنوات قبل أن يحول تركيزه إلى الأمراض العصبية والعقلية. كان طبيب الأعصاب الآخر الوحيد في ذلك الوقت هو سيلاس وير ميتشل، الذي أدى عمله على إصابات الحرب الأهلية إلى إنشاء إطار لتخصص علم الأعصاب. في عام 1877، أسس ميلز أول قسم لأمراض الأعصاب في مستشفى عام في الولايات المتحدة في مستشفى فيلادلفيا العام. وفي عام 1883، أصبح أستاذًا للعقل والاضطرابات العصبية في جامعة بنسلفانيا.
جرت دعوة ميلز للمشاركة في تشريح جثة تشارلز جيه غيتو، الذي شنق بتهمة اغتيال الرئيس جيمس أ.غارفيلد عام 1882. استخدم ميلز النتائج التي توصل إليها من تشريح الجثة لدعم نظرياته حول علم الأعصاب للجنون الإجرامي.
حاضر في موضوعات طبية في معهد فاغنر الحر للعلوم، ومعهد فرانكلين، وكلية جيفرسون الطبية، وكلية الطب النسائية في بنسلفانيا. أسس عيادة فيلادلفيا الطبية وقام بالتدريس هناك كأستاذ لأمراض العقل والجهاز العصبي من عام 1883 إلى عام 1898. وفي عام 1914، ساعد في تنظيم كلية فيلادلفيا للدراسات العليا لطب الأعصاب، وأصبح أستاذًا سريريًا في عام 1919. وفي عام 1917، قام بتدريب فيلق الاحتياط الطبي الأمريكي على علاج الاضطرابات العصبية الناجمة عن معارك الحرب العالمية الأولى.
ركز بحثه على التوضع الدماغي ووصف كيفية تخصيص أجزاء معينة من الدماغ للأنشطة الحركية والحسية. كان مهتمًا باضطرابات اللغة وأدى عمله إلى فهم أعمق للحبسة الكلامية. قام بدراسة استخدام العلاجات الكهربائية لعلاج الحالات المختلفة. درس آثار الأورام في القشرة الدماغية والمخيخ والحبل الشوكي. ووصف الحالة الأولى لانسداد الشريان المخيخي العلوي. ساعد في ريادة جراحة الأعصاب ودرس أمراضًا مثل الكنع، والهستيريا، والجنون، والتهاب الأعصاب، والتوتر العضلي، وشلل الأطفال. نشر ميلز أكثر من 300 ورقة علمية في علم الأعصاب. تتضمن العديد من مقالاته وصفًا للحالة مع تشريح الجثث والنتائج المرضية. وقد وصف لأول مرة حالة الشلل الصاعد في عام 1900، وحالة الشلل النازل في عام 1906. أصبح مرض الخلايا العصبية الحركية النادر يُعرف باسم متلازمة ميلز.